# Контр Культ Ур'а
 Контр Культ Ур'а — радянський і російський журнал про поп- і рок-музичне запілля, що виходив у Москві. Крім музики друкував статті та «тєлєґи» щодо культури та філософії, вірші, п'єси. Журнал був самвидавом і виходив неперіодично: в 1990—1991 і 2001—2002 друком вийшло 5 чисел. На думку журналу «Афиша», «Контр Культ Ур'а» була «головним журналом рок-самвидаву».

## Історія
Журнал вирішили видавати наприкінці 1989 року Олександр Волков і Сергій Ґурьєв, члени редакції московського самвидав-журналу «Урлайт», що він почав розпадатися на кілька журналістських колєктивів. Перше число вийшло друком на початку наступного, 1990 року та мало 170 сторінок з текстами про київський рок, Ніну Гаґен, Ніка Рок-н-рола, «Оберманекен», Сєрґєя Риженко, Дмітрія Сєліванова, Devo, оглядами концертів і фестивалів.
Перші два числа тиражувалися на фотокопіювальному апараті, їхній наклад не перевищував кількох сотень примірників. Третє число (1991) було надруковане у типоґрафію накладом в 10.000 екз. Після його виходу редакція взяла десятирічну перерву, щоб повернутися з двома — 2001 і 2002 років — числами. Серед авторів цих чисел — російський музикант, публіцист і політхнолоґ Сергій Жаріков, засновник і керівник гурту «ДК».

## Зміст
Розлогі роздуми над сенсом і призначенням панк-року та рок-музики загалом поєднувалися в журналі з порноґрафічними п'єсами, запальною полємікою редакторів, розбором спадщини Маркузе та треш-культури, шпильками на адресу рок-гуртів старої формації і «просуванням у маси» представників тогочасного музичного андеґраунду — «Гражданской обороны», «Комитета охраны тепла», Ніка Рок-н-рола, Янкі, Ivanov Down тощо. «Контр Культ Ур'а» ж першою в СРСР надрукувала статті про таких іноземних виконавців і формації, як Ніна Гаґен, Dead Kennedys, Laibach. Числа 2—5 містили рубрику «Коллектор» з рецензіями на більш-менш «свіжу» музику (не обов'язквово підпільну).